# 708-ма піхотна дивізія (Третій Рейх)
708-ма піхотна дивізія (Третій Рейх) (нім. 708. Infanterie-Division) — піхотна дивізія Вермахту за часів Другої світової війни.

## Історія
Дивізія припинила своє існування після важких боїв з оборони Нормандії, повністю знищена арміями США та Великої Британії. 

## Райони бойових дій
- Німеччина (травень — червень 1941)
- Франція (червень 1941 — серпень 1944)

## Командування

### Командири
- генерал-майор Вальтер Дробніг (нім. Walter Drobnig) (2 травня 1941 — 1 березня 1942);
- генерал-лейтенант Герман Вілк (нім. Hermann Wilck) (1 березня 1942 — 30 липня 1943);
- генерал-майор Едгар Арндт (нім. Edgar Arndt) (30 липня 1943 — 24 серпня 1944), загинув у бою.
  - оберст Бруно Герлох (нім. Bruno Gerloch; 9 серпня — 19 серпня 1944), тимчасово виконував обов'язки.